# Chaetomium spinosum
Chaetomium spinosum är en svampart som beskrevs av Chivers 1912. Chaetomium spinosum ingår i släktet Chaetomium,  och familjen Chaetomiaceae.   Inga underarter finns listade.